# Chris Vance
George Cristopher Vance, conosciuto come Chris Vance (Londra, 30 dicembre 1971), è un attore britannico.

## Carriera
Nato nell'area di Paddington a Londra, Chris Vance ha frequentato l'università di Newcastle e si è laureato in ingegneria civile.
Vance debutta come attore nella serie televisiva del 1998 Kavanagh QC, ma ottiene un ruolo soltanto nel 2002 in The Bill. In seguito compare anche nelle serie australiane Stingers e Blue Heelers - Poliziotti con il cuore prima di raggiungere la popolarità nel ruolo di Sean Everleigh in All Saints del 2005. Un altro ruolo importante interpretato da Chris Vance è stato quello di James Whistler nella terza e nella quarta stagione della popolare serie Prison Break.
Nel giugno 2008, Vance si è trasferito a Vancouver, Canada per girare la serie Mental, serie girata poi negli studi di Fox Colombia prodotta dalla FOX, nella quale l'attore interpreta il personaggio di Jack Gallagher, protagonista dello show.

## Vita privata
Vance è stato sposato con l'attrice Moon Dailly fino al 2015. È un appassionato di tennis e di calcio.

## Filmografia

### Cinema
- Sexy Thing, regia di Denie Pentecost - cortometraggio (2006)
- Macbeth - La tragedia dell'ambizione (Macbeth), regia di Geoffrey Wright (2006)

### Televisione
- Kavanagh QC – serie TV, episodio 4x03 (1998)
- Peak Practice – serie TV, episodio 11x02-12x01 (2001)
- Metropolitan Police (The Bill) – serie TV, episodio 18x22 (2002)
- Doctors – serial TV, puntata 5x47 (2003)
- Blue Heelers - Poliziotti con il cuore (Blue Heelers) – serie TV, episodio 10x34 (2003)
- Stingers – serie TV, 6 episodi (2004)
- The Secret Life of Us – serie TV, episodi 4x10-4x18-4x20 (2005)
- All Saints – serie TV, 54 episodi (2005-2007)
- Prison Break – serie TV, 14 episodi (2007-2008) – James Whistler
- Mental – serie TV, 13 episodi (2009)
- Burn Notice - Duro a morire (Burn Notice) – serie TV, 5 episodi (2010)
- Dexter – serie TV, 4 episodi (2010)
- Rizzoli & Isles – serie TV, 10 episodi (2011-2014)
- Fairly Legal – serie TV, episodi 1x08 (2011)
- Transporter: The Series – serie TV, 24 episodi (2012)
- Supergirl - serie TV, 9 episodi (2015-2016)
- Crossing Lines - serie TV, episodio 1x07 (2015)
- Hawaii Five-0 – serie TV, 5 episodi (2016-2020)
- The Equalizer – serie TV, episodi 2x14-3x01 (2022)

## Doppiatori italiani
Nelle versioni in italiano delle opere in cui ha recitato, Chris Vance è stato doppiato da:
- Christian Iansante in Mental, Dexter
- Massimo Rossi in Transporter: The Series
- Francesco Prando in Supergirl
- Gaetano Varcasia in Prison Break
- Franco Mannella in Burn Notice - Duro a morire
- Marco Vivio in Hawaii Five-0 (ep. 7x02)
- Edoardo Nordio in Hawaii Five-0 (ep. 8x03, 8x21, 9x11, 10x17)
- Stefano Benassi in Bosch
- Giorgio Locuratolo in The Equalizer